# اشونت
اشونت (به آلمانی: Schwendt) یک شهر در اتریش است که در کیتسبول واقع شده‌است. اشونت ۳۰٫۸ کیلومتر مربع مساحت دارد ۷۰۲ متر بالاتر از سطح دریا واقع شده‌است.